# WILLER TRAVEL
WILLER TRAVEL（ウィラートラベル）は、WILLERの子会社であるWILLER MARKETING株式会社が展開する旅行事業及びウェブサイトである。
2017年5月まではWILLER TRAVEL株式会社によって運営されていたが、WILLERに吸収され法人格としては消滅している。2023年1月からは、WILLER本体から分割したWILLER MARKETING株式会社が事業を継承した。

## 概要
1994年（平成6年）5月24日に大阪府大阪市北区にて株式会社西日本ツアーズとして創業。企画旅行の成功で業績を伸ばしつづけ、1998年には大阪市に自社ビルを建設するまでに成長した。その後、主に首都圏と京阪神を結ぶツアーバス「Star Express」の取り扱いを開始する。通常の高速路線バスよりも安価に移動できる点と、インターネットを積極的に活用した予約システムが高い評価を得て人気を得る。2005年には株式移転の形で西日本ホールディングス株式会社（現・WILLER株式会社）を設立し、実質的な持株会社制に移行する。2006年、現行の社名に変更。ブランド名も「Star Express」から「J-EXPRESS」を経て「WILLER EXPRESS」に一新。
2013年8月からの新高速乗合バス制度移行に伴い、WILLER TRAVELの役割はツアーバスの企画業務から高速バスの乗車券販売業務に移行した（但し、販売形態は自社による手配旅行となる）。2015年11月に自社ビルから梅田スカイビルに本社機能を移転した。
2017年6月1日に、親会社のWILLERに吸収合併され、サイト及びサービス運営はWILLER TRAVELからWILLERに変更された。
2023年1月1日に、WILLER TRAVEL事業およびWILLER会員制度をはじめとした関連事業をWILLER本体から分割したWILLER MARKETINGに移行した。同時に、観光・交通関連企画開発事業は同じくWILLER本体から分割するWILLER ACROSSがそれぞれ継承した。

## 旅行事業

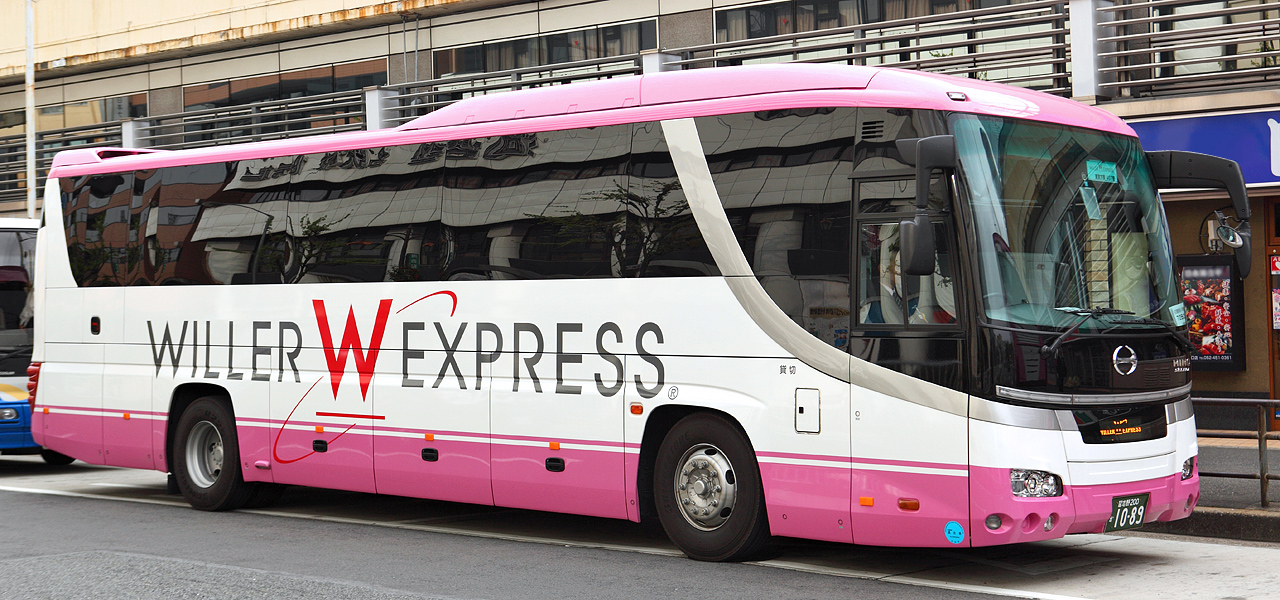
WILLER EXPRESS

WILLER EXPRESSの特徴は旅行業法第十二条の五第二項に基づく、インターネットを活用した無店舗販売（電子商取引）での企画・販売にある。自社サイト、あるいは楽天トラベルなどのサイトを通じ、希望する路線と乗車日を指定してを申し込み座席を予約、クレジットカード決済・コンビニエンスストアでの払込もしくはゆうちょ銀行ATMからのPay-easy払込のいずれかにより支払いが完了する。あとは当日集合場所に行き、電子メールにて受信した「予約受付確認書」を係員に呈示して乗車が可能となる。店頭でも発売は行っているが、大半はインターネットの活用による予約状況の速やかな把握と弾力的な価格設定と、人件費の削減により低価格を実現させている。
自社路線以外にも、「シリウス号」（国際興業・十和田観光電鉄）・「さわやか信州号」（アルピコ交通）など、他社路線の取り扱いも行っている。
2010年5月には、当時のツアーバス事業者内でいち早く新宿住友ビルディングに自前のバスターミナル「WILLERバスターミナル新宿西口」を開設した（2016年4月、バスタ新宿開設に伴い閉鎖）。2011年4月には、新梅田シティにある梅田スカイビルに「WILLERバスターミナル大阪梅田」（2013年8月に梅田スカイビルの庭園敷地内にWILLER EXPRESS cafeをオープン）を開設している。
バス路線に関してはWILLER EXPRESSを参照

## 移動ポータル事業
2009年に全日本空輸 (ANA) と提携した「飛行機+バス」の往復割引セットを販売し、その後もチェジュ航空やエアプサン、春秋航空などのLCCと提携し、海外からの入国旅行者に対し力を入れている。
ダイナミックパッケージの予約システムによるバスと宿泊施設のセット商品「WillPACK」（いわゆるフリープランに相当する商品）も販売し、
ウィークリーマンションを宿泊先に充当することで通常のホテルでは不可能な、バス下車後の早朝チェックインを可能にした商品も販売している。
2011年からは3年計画でフェリーや旅客線の船舶予約のできるポータル事業を展開。2011年2月28日のサイト開設時に22社の船舶事業者、33航路の予約決済が可能となった。
将来的には70事業者100航路の参画を目標としている。
2015年6月に新たな移動ポータルサイトSMART TRAVELを公開（通称スマトラ）
高速バス、フェリー、宿・ホテルをそれぞれ、簡単に予約できることを目指し、予約ステップの短縮が図られている。

### 参加船舶事業者
2011年現在
- 宇和島運輸株式会社
- 株式会社エスパルスドリームフェリー
- 海上アクセス株式会社（神戸-関空ベイ・シャトル）
- 鹿児島商船株式会社
- 川崎近海汽船株式会社
- カメリアライン株式会社
- 九州郵船株式会社
- 久米商船株式会社
- コスモライン株式会社
- 酒田市定期航路事業所
- 佐渡汽船株式会社
- シィライン株式会社
- 四国開発フェリー株式会社
- 島原鉄道株式会社　高速船
- 商船三井フェリー株式会社
- ジャンボフェリー株式会社
- 株式会社宿毛フェリー
- 太平洋フェリー株式会社
- 津軽海峡フェリー株式会社
- 東海汽船株式会社
- 阪九フェリー株式会社
- ハートランドフェリー株式会社
- 株式会社フェリーさんふらわあ
- 防予フェリー株式会社
- マルエーフェリー株式会社
- 宮崎カーフェリー株式会社
- 名鉄海上観光船株式会社
- 株式会社名門大洋フェリー
- 八重山観光フェリー株式会社

## 安全性や問題点など
コスト削減を図るため、WILLER EXPRESSの運行に関与する貸切バス会社に対し、公示運賃（国土交通省の定めた一般貸切旅客自動車運送事業の運賃）の下限値ぎりぎり（孫請けの場合、中間手数料等を差し引いた実質額で下限値を下回るケースもある）での運行を頻繁に要請していることが2007年放映のNHKスペシャル「高速ツアーバス 格安競争の裏で」で明らかになっている。
その一方で2007年2月に大阪で発生した他社スキーバスによる交通事故（運転士の長時間勤務による過労からの居眠り運転が原因とされている）を受けて、請け負った貸切バス会社に対して過労運転の防止などの安全管理の徹底を要請しており、安全管理の状況によっては運行契約の解除に至ったケースもある。これについて、WILLER TRAVELでは自社グループであるWILLER EXPRESS株式会社が、車体価格の安い韓国製バスの大量導入などでコストの削減を図っている実例を引き合いに出し「コスト削減と安全管理は両立する」と主張している。また、2006年5月に行われた記者発表の席で、村瀬茂高社長は多くの時間を安全への取り組みの説明に費やし、「利用客の声を積極的に吸い上げて情報公開し、サービスや安全管理を改善する」と説明した。
しかし、この点については「安全管理という根本的な問題について『お客様の声で改善する』のは違和感がある」と指摘されており、同社をはじめとするツアー会社が、日常的に（別会社である）バス会社の安全管理をすることは難しく（村瀬社長も「（バス会社の）毎日の労務管理までは踏み込めない」と語っている）、日々の運行がどうなっているかは、利用客の声を通して情報を吸い上げるしかないというツアーバス業界の構造的な問題があると述べられている。

## 鉄道事業
第三セクター鉄道の北近畿タンゴ鉄道（KTR）が2015年4月1日から、京都丹後鉄道として新たなスタートを切った。WILLER ALLIANCE（ウィラー・アライアンス）子会社、WILLER TRAINS（ウィラー・トレインズ）が運行を引き継ぎ、「上下分離方式」で再出発。WILLER TRAVELでは、割引乗車券等のネット販売や、公式サイトの運営を担っている。

## テレビ番組
- 日経スペシャル ガイアの夜明け 1000円高速への逆襲～バス・新幹線の新サービス合戦～（2010年1月12日、テレビ東京）[8] - 高速バス会社の対抗戦略を取材。
- 日経スペシャル カンブリア宮殿 「安い・快適・安全」 三拍子揃った旅を! バス業界に新風を吹き込む風雲児の挑戦（2018年3月29日、テレビ東京）[9]

## 参考
- 日経スペシャル ガイアの夜明け「1,000円高速への逆襲 ～バス・新幹線の新サービス合戦～」（2010年1月12日放送）
- 日テレNEWS24 江上剛の汐留リーダーズEYE「ウィラー・トラベル　村瀬茂高社長に聞く」（2009年9月4日放送）
- “NHKスペシャル 「高速ツアーバス 格安競争の裏で」”.  日本放送協会 (2007年4月30日). 2013年6月5日時点のオリジナルよりアーカイブ。2007年9月24日閲覧。